# Люмінесценція мінералів
Люмінесценція мінералів (рос. люминесценция минералов, англ. luminescence of minerals, нім. Minerallumineszenz f (від «лат. lumen» — світло) — властивість деяких мінералів світитися під впливом:
- 1) слабкого нагрівання (термолюмінесценція),
- 2) освітлення видимими або ультрафіолетовими променями (фотолюмінесценція),
- 3) катодних та ін. променів (катодолюмінесценція, рентгенолюмінесценція).

Світіння може припинятися відразу після припинення дії джерела світла (флюоресценція) або продовжуватися ще деякий час (фосфоресценція).

## Загальний опис
Люмінесценція є важливою діагностичною ознакою багатьох мінералів.
Люмінесценція являє собою нерівноважне випромінювання речовини, яке характеризується тривалістю, що істотно перевищує період світлових коливань (10−10сек). Люмінесценція — один з поширених у природі видів випромінювання. Мінерали люмінесціюють, якщо до них підведено певну кількість енергії, яка сприяє переходу їх частинок на новий збуджений стан, що триває певний (обмежений) час. Згодом частинки повертаються до основного стану, віддаючи при цьому частину енергії збудження у вигляді квантів люмінесценції.
Перехід від збудженого стану до первинного, супроводжуваний випромінюванням, може здійснюватися в момент дії зовнішнього збудника або впродовж деякого часу після збудження. У першому випадку явище називається флюоресценцією, а у другому — фосфоресценцією. За способами збудження розрізняють кілька видів люмінесценції мінералів: фотолюмінесценцію, рентгенолюмінесценцію, катодолюмінесценцію, протонолюмінесценцію, хемолюмінесценцію, термолюмінесценцію тощо.
У переважній більшості мінералів оптичні переходи, які започатковують люмінесцентне випромінювання, можливі лише в строго визначених ділянках кристалічної структури. Ці ділянки отримали назву центрів люмінесценції. У мінералах ними є специфічні мікродефекти ґратки, насамперед домішкові дефекти — так звані активатори люмінесценції, здатні трансформувати енергію збудження у випромінювання фотонів оптичного діапазону електромагнітного спектра.
Дослідженнями встановлено різноколірне свічення багатьох дво- і тривалентних рідкісноземельних йонів у флюориті, свічення власних тетраедричних комплексів WO42- у шеєліті і MoO42- у повеліті, червоне свічення йонів Cr3+ в рубіні, ізумруді, шпінелі, олександриті тощо. Встановлено зв'язок зеленого свічення вілеміту з домішкою Mn2+, синього свічення плагіоклазів з домішкою Eu2+ тощо.
Люмінесценція мінералів широко використовується як діагностична ознака мінералів, для з'ясування їхнього складу та генезису і для пошуку та оцінки родовищ корисних копалин.